# PRX-07034
PRX-07034 je selektivni antagonist 5-6 receptora. On utiče na kogniciju, poboljšava memoriju, i potencijalno umanjuje unos hrane i telesnu težinu kod glodara.